# ウサギ (小説)
『ウサギ』は、南木佳士の小説。学校の国語の教科書（第一学習社）に選定された。

## あらすじ
主人公は妻と高校生と中学生の2人の息子、高齢の父との5人暮らし。現在、父は病身で妻が介護を担っている。そんなある日の夕食の時間、長男はおかずの内容が質素な事に不満を漏らす。妻は義父の介護による疲れから質素なおかずしか作れなくなっていたのだ。
家庭内の空気が重くなっている事を察した次男は、自身の好きなテレビドラマ「ひとつ屋根の下」の登場人物である柏木小雪のセリフ「ウサギはさびしいと死んじゃうんだよ」という話を切り出す。
その話を聞いた主人公は少年時代の事を思い出す。主人公は3歳の時に母を亡くし、周囲の大人たちから甘やかされた影響からやんちゃな性格の少年であった。そんなある時、主人公のクラスに中川清子という女の子が東京の学校から転校してくる。清子は発電所の所長の娘で、文武両道で可愛らしい容姿からたちまちクラスのアイドル的存在となる。主人公はそんな彼女にイタズラを仕掛ける。彼女のランドセルの中に学校で飼育されていたウサギを入れた。
清子はイタズラの事は騒ぎ立てなかったため、大事にはならなかった。
月日は流れ、主人公は高校卒業後大学の医学部を受験する事を目指して、「地元の役場にでも勤めた方が気楽だべよ」と地元に残る事を懇願する祖母の反対を押切り上京した。上京後は御茶ノ水の予備校に通った。その予備校で主人公は清子と再会した。
清子は精神科の医師を目指していると主人公に語ったが、小学生時代の明るい様子はなく主人公に対してもそっけない態度を取る。主人公が清子と会ったのはこれが最後となった。
主人公が医学部の5年生になった冬休みに地元に帰省した際、幼馴染の幸夫から清子が去年の夏に神奈川の海で亡くなった事を伝えられる。幸夫によれば清子の葬儀は花輪や参列者も少ないさびしいものだったという。幸夫は「バカでも生きているのが一番だよなぁ」と呟いた。
また、時間は現在に戻る。そんな昔話を思い出しながら、健気に祖父の世話をしてくれる次男に申し訳ない気がしてくつろげない。次男は、祖父はウサギとは反対に野生の動物のようによく食べる。寂しくても死なないと言う。妻は、ウサギは祖父より清潔で可愛いと拒否反応を起こす。清子のランドセルに入れたウサギがどうなったか、清子に聞きたいと思う時があるが、彼女はもういない。今を支えている過去が虚しくなるくらいなら思い出さず、封印した方がいいと思い、封印していた追憶だったが、次男の話で思い出した。次男は、ウサギは感受性が鋭く寂しさに耐えきれず死ぬと、満足げに言う。外は冬の雨になっていた。

## 登場人物
- 主人公

幼少期は群馬県のとある山奥で祖母と暮らしていた。父は再婚して継母とバスで二時間かかる鉱山の社宅にいて週末しか帰らない。母親は元小学校の教師であったが、主人公が3歳の頃に亡くなっている事情から彼に同情した周囲の大人たちから甘やかされて育ち、やんちゃでいたずら好きな少年時代を過ごす。小学校時代に転校してきた同級生の女子生徒・清子のランドセルの中に、学校で飼われていたウサギを入れるイタズラをした。
- 主人公の妻

義父の介護で精神的、体力的にも疲弊している。
- 長男

高校2年生。無口な性格だが、夕食のおかずが質素になった事に不満をもらす。
- 次男

中学生。バスケットボール部に所属していたが、祖父の介護で疲れている母の姿を見て誰に言われるでもなくバスケ部を退部し、祖父の介護を担う。病身の祖父がいる事で家庭内の空気が暗くなっている事を感じとっている様子で、夕食の場ではそれを打ち消すように自身の好きなテレビドラマ「ひとつ屋根の下」の話をするなど明るく振舞っている。
- 主人公の父親

主人公の父。主人公宅で介護を受けている。
- 中川清子

主人公の小学校時代の同級生の女性。父は発電所の所長であり、父の仕事の都合により東京から転校してきた。小学校時代は都会的な雰囲気を美少女で、成績優秀かつ運動神経も良い事から小学校時代はクラスのアイドル的存在の女子生徒であった。その後、東京のお茶の水の予備校で主人公と再会するが、小学校時代の明るい印象はなく、彼に対してそっけない態度を取る。精神科医を目指していると語っていたが、大学4年生時の夏に神奈川の海で亡くなった。
- 主人公の祖母

医大進学を目指す主人公に対し、「地元の村役場で働く方が気楽だべよ」と言って孫である主人公が地元を離れる事を悲しみながら反対した。
- 幸夫

主人公の小学校時代の幼馴染。主人公が大学5年の冬休みの時に帰省した際に清子が去年の夏に神奈川の海で亡くなった事を主人公に伝える。その後「バカでも生きているのが一番だよなぁ」とつぶやく。